# Francisco Gutiérrez Álvarez
Francisco Gutiérrez Álvarez (Barakaldo, 3 de juny de 1980) va ser un ciclista basc, professional des del 2003 al 2004. Del seu palmarès destaca la medalla de plata al Campionat del món de ciclisme en ruta ruta sub-23 i tres cops la Copa d'Espanya de ciclisme.

## Palmarès
- 2002
  - 1r a la Copa d'Espanya de ciclisme
  - 1r a la Santikutz Klasika
  - Vencedor d'una etapa de la Volta a Navarra
  - Vencedor d'una etapa de la Setmana aragonesa
- 2005
  - 1r a la Copa d'Espanya de ciclisme
- 2006
  - 1r a la Copa d'Espanya de ciclisme
  - 1r a la Volta a Cantàbria
  - 1r a la Santikutz Klasika

### Resultats a la Volta a Espanya
- 2003. 158è de la classificació general